# التصوير الإلستوجرافي بالرنين المغناطيسي
التصوير الإلستوجرافي بالرنين المغناطيسي (MRE ) هو تقنية تصوير طبي غير جراحية تقيس صلابة الأنسجة الرخوة عن طريق توليد موجات القص في الأنسجة ، وتصوير انتشارها باستخدام التصوير بالرنين المغناطيسي ، ومعالجة الصور لإنشاء خريطة صلابة (مخطط إيلاستوجرام ).  إنها واحدة من أكثر تقنيات التصوير المرنة شيوعًا. 
تم وصف التصوير بالرنين المغناطيسي لأول مرة من قبل Muthupillai et al. في عام 1995.  نظرًا لأن الأنسجة المريضة غالبًا ما تكون أكثر صلابة من الأنسجة الطبيعية المحيطة ، فقد تم تطبيق التصوير بالرنين المغناطيسي لتصور مجموعة متنوعة من عمليات المرض التي تؤثر على تصلب الأنسجة في الكبد والثدي والدماغ والقلب والعضلات الهيكلية .  على سبيل المثال ، أورام الثدي أصعب بكثير من أنسجة الغدد الليفية السليمة.  التصوير بالرنين المغناطيسي يشبه الجس . ومع ذلك ، في حين أن الجس هو أسلوب نوعي يقوم به الأطباء ، فإنMRE هي تقنية كمية يتم إجراؤها مع أخصائي الأشعة . 

## ميكانيكا الأنسجة الرخوة
يحدد التصوير الإلستوجرافي بالرنين المغناطيسي صلابة الأنسجة البيولوجية كمياً عن طريق قياس استجابتها الميكانيكية لضغط خارجي.  على وجه التحديد ، يحسبMRE معامل القص للأنسجة من قياسات إزاحة موجة القص.  يقيس معامل المرونة صلابة المادة ، أو مدى مقاومتها للتشوه المرن عند تطبيق القوة. بالنسبة للمواد المرنة ، فإن الإجهاد يتناسب طرديًا مع الإجهاد داخل منطقة مرنة. يُنظر إلى معامل المرونة على أنه ثابت التناسب بين الإجهاد والانفعال داخل هذه المنطقة. على عكس المواد المرنة البحتة ، فإن الأنسجة البيولوجية تكون لزجة مرنة ، مما يعني أنها تتميز بخصائص كل من المواد الصلبة المرنة والسوائل اللزجة. تعتمد استجاباتهم الميكانيكية على حجم الضغط المطبق بالإضافة إلى معدل الإجهاد. يُظهر منحنى الإجهاد والانفعال للمواد اللزجة المرنة التباطؤ . تمثل منطقة حلقة التباطؤ مقدار الطاقة المفقودة كحرارة عندما تتعرض مادة لزجة مرنة لضغط مطبق وتتشوه. بالنسبة لهذه المواد ، يكون معامل المرونة معقدًا ويمكن فصله إلى مكونين: معامل تخزين ومعامل خسارة. يعبر معامل التخزين عن المساهمة من السلوك الصلب المرن بينما يعبر معامل الفقد عن المساهمة من سلوك السائل اللزج. على العكس من ذلك ، تظهر المواد المرنة استجابة صلبة خالصة. عندما يتم تطبيق القوة ، فإن هذه المواد تخزن وتطلق الطاقة بشكل مرن ، مما لا يؤدي إلى فقدان الطاقة في شكل حرارة. 
ومع ذلك ، فإن التصوير الإلستوجرافي بالرنين المغناطيسي (MRE) وتقنيات التصوير المرنة الأخرى تستخدم عادةً تقدير المعلمة الميكانيكية الذي يفترض أن تكون الأنسجة البيولوجية مرنة وخواص الخواص لأغراض البساطة.  معامل القص الفعال{\displaystyle \mu } يمكن التعبير عنها بالمعادلة التالية:
{\displaystyle \mu =E/[2(1+\nu )]}
حيث{\displaystyle E} هو معامل المرونة للمادة و{\displaystyle \nu } هي نسبة بواسون .
تقارب نسبة بواسون للأنسجة الرخوة 0.5 ، مما ينتج عنه النسبة بين معامل المرونة ومعامل القص لتساوي 3.  يمكن استخدام هذه العلاقة لتقدير صلابة الأنسجة البيولوجية بناءً على معامل القص المحسوب من قياسات انتشار موجة القص. ينتج نظام السائق وينقل موجات صوتية مضبوطة على تردد معين (50-500 هرتز) لعينة الأنسجة. في هذه الترددات ، يمكن أن تكون سرعة موجات القص حوالي 1-10 m\s.   يمكن حساب معامل القص الفعال من سرعة موجة القص بما يلي: 
{\displaystyle \mu =\rho {v_{s}}^{2}}
حيث{\displaystyle \rho } هي كثافة الأنسجة و{\displaystyle v_{s}} هي سرعة موجة القص.
ركزت الدراسات الحديثة على دمج تقديرات العوامل المتغيرة الميكانيكية في الخوارزميات العكسية بعد المعالجة التي تفسر السلوك المرن اللزج المعقد للأنسجة الرخوة. يمكن أن يؤدي إنشاء عوامل متغيرة جديدة إلى زيادة خصوصية قياسات في الMRE والاختبارات التشخيصية.  

## التطبيقات

### الكبد
تليف الكبد هو نتيجة شائعة للعديد من أمراض الكبد المزمنة . يمكن أن يؤدي التليف التدريجي إلى تليف الكبد . يوفر التصوير الإلستوجرافي بالرنين المغناطيسي (MRE) للكبد خرائط كمية لتصلب الأنسجة في مناطق كبيرة من الكبد. هذه التقنية غير الغازية قادرة على الكشف عن زيادة تصلب حمة الكبد ، والتي هي نتيجة مباشرة لتليف الكبد. يساعد في تحديد مرحلة تليف الكبد أو تشخيص التليف الخفيف بدقة معقولة.    

### دماغ
تم عرض التصوير الإلستجرافي بالرنين المغناطيسي للدماغ لأول مرة في أوائل العقد الأول من القرن الحادي والعشرين.   تم ربط المقاييس مع مهام الذاكرة ،  مقاييس اللياقة ،  وتطور حالات التنكس العصبي المختلفة. على سبيل المثال ، لوحظ انخفاض إقليمي وعالمي في لزوجة الدماغ في مرض الزهايمر   والتصلب المتعدد .   لقد وجد أن الدماغ يفقد سلامته المرنة اللزجة مع تقدم العمر بسبب تنكس الخلايا العصبية والخلايا قليلة التغصن .   نظرت دراسة حديثة في صلابة الخواص ومتباينة الخواص في الدماغ ووجدت ارتباطًا بين الاثنين ومع تقدم العمر ، خاصة في المادة الرمادية. 
قد يكون لدى MRE أيضًا تطبيقات لفهم دماغ المراهقين . في الآونة الأخيرة ، وجد أن المراهقين لديهم اختلافات إقليمية في لزوجة الدماغ بالنسبة للبالغين.  
كما تم تطبيق التصوير بالرنين المغناطيسي على التصوير العصبي الوظيفي . في حين أن التصوير بالرنين المغناطيسي الوظيفي (fMRI) يستدل من نشاط الدماغ عن طريق الكشف عن التغيرات البطيئة نسبيًا في تدفق الدم ، فإن التصوير بالرنين المغناطيسي الوظيفي قادر على اكتشاف التغيرات العصبية الميكانيكية في الدماغ المتعلقة بالنشاط العصبي الذي يحدث على مقياس 100 مللي ثانية. 